# Eragrostis decumbens
Eragrostis decumbens är en gräsart som beskrevs av Stephen Andrew Renvoize. Eragrostis decumbens ingår i släktet kärleksgrässläktet, och familjen gräs.
Artens utbredningsområde är Aldabra. Inga underarter finns listade i Catalogue of Life.